# Trần Văn Thức (Thanh Hóa)
Trần Văn Thức (sinh ngày 20 tháng 12 năm 1969) là nhà giáo dục, Đại biểu Quốc hội nước Cộng hòa xã hội chủ nghĩa Việt Nam. Ông hiện là Tỉnh ủy viên, Bí thư Đảng ủy, Giám đốc Sở Giáo dục và Đào tạo tỉnh Thanh Hóa, Ủy viên Ủy ban Văn hóa, Giáo dục của Quốc hội, Đại biểu Quốc hội khóa XV từ Thanh Hóa. Ông từng là Bí thư Đảng ủy, Hiệu trưởng Trường Đại học Văn hóa, Thể thao và Du lịch Thanh Hóa; và Ủy viên Ban Chấp hành Hội Khoa học Lịch sử Việt Nam, Chủ tịch Hội Khoa học Lịch sử Nghệ An. 
Trần Văn Thức là đảng viên Đảng Cộng sản Việt Nam, học hàm và học vị Phó Giáo sư, Tiến sĩ Lịch sử, Cao cấp lý luận chính trị. Ông có sự nghiệp hơn 30 năm trong ngành giáo dục, nghiên cứu khoa học và lịch sử Việt Nam.

## Xuất thân và giáo dục
Trần Văn Thức sinh ngày 20 tháng 12 năm 1969 tại xã Hoằng Quỳ, huyện Hoằng Hóa, tỉnh Thanh Hóa. Ông lớn lên và tốt nghiệp phổ thông 12/12, theo học đại học ở Trường Sư phạm, Đại học Vinh và tốt nghiệp Cử nhân Sư phạm Lịch sử, sau đó tiếp tục học cao học rồi là nghiên cứu sinh, bảo vệ thành công luận án tiến sĩ đề tài "Quá trình vận động cách mạng giải phóng dân tộc ở Nghệ An trong thời kỳ 1939–1945", trở thành Tiến sĩ Lịch sử vào năm 2003. Ông được kết nạp Đảng Cộng sản Việt Nam vào ngày 21 tháng 10 năm 1992, trở thành đảng viên chính thức sau đó 1 năm, từng theo học các khóa chính trị ở Học viện Chính trị Quốc gia Hồ Chí Minh và tốt nghiệp Cao cấp lý luận chính trị.

## Sự nghiệp
Tháng 11 năm 1992, sau khi tốt nghiệp trường Sư phạm, Trần Văn Thức được Trường Đại học Vinh nhận vào làm trợ giảng rồi giảng viên Khoa Lịch sử. Trong giai đoạn này, ông tham gia công tác Đoàn Thanh niên Cộng sản Hồ Chí Minh, là Bí thư Liên chi đoàn Khoa Lịch sử, bên cạnh đó là Chi ủy viên Chi bộ khoa Lịch sử. Hơn 10 năm sau, vào tháng 12 năm 2003, ông được bổ nhiệm làm Phó Trưởng khoa Lịch sử, Trưởng bộ môn Lịch sử Việt Nam, Ủy viên Ban Chấp hành Đảng bộ khoa Lịch sử của trường. Đến tháng 12 năm 2008, ông là Bí thư Đảng bộ bộ phận, Trưởng khoa Lịch sử, Ủy viên Ban Chấp hành Đảng bộ Trường Đại học Vinh, bên cạnh đó tham gia tổ chức xã hội, là Ủy viên Ban Chấp hành Hội Khoa học Lịch sử Việt Nam, Phó Chủ tịch, Chủ tịch Hội Khoa học Lịch sử Nghệ An. Tháng 1 năm 2015, ông điều về Trường Đại học Văn hoá, Thể thao và Du lịch Thanh Hóa, nhậm chức Phó Hiệu trưởng phụ trách, Bí thư Đảng ủy Trường, sau đó là Hiệu trưởng từ tháng 5 cùng năm. Trong thời gian này, ông được phong chức danh Phó Giáo sư ngành Lịch sử.
Tháng 10 năm 2020, Trần Văn Thức được bổ nhiệm làm Phó Giám đốc Sở Giáo dục và Đào tạo tỉnh Thanh Hóa, sau đó được bầu vào Ban Chấp hành Đảng bộ tỉnh tại Đại hội Đảng bộ tỉnh Thanh Hóa lần thứ XIX, nhiệm kỳ 2020–2025. Sang tháng 12 cùng năm, ông nhậm chức Giám đốc Sở Giáo dục và Đào tạo tỉnh Thanh Hóa. Năm 2021, ông được Ủy ban Trung ương Mặt trận Tổ quốc Việt Nam tỉnh giới thiệu tham gia ứng cử đại biểu quốc hội từ Thanh Hóa, bầu cử ở đơn vị bầu cử số 1 gồm các thành phố Thanh Hóa, Sầm Sơn, các huyện Hoằng Hóa, Đông Sơn, rồi trúng cử Đại biểu Quốc hội khóa XV, đồng thời là Ủy viên Ủy ban Văn hóa, Giáo dục của Quốc hội với tỷ lệ 91,44%.

## Sách
- Trần Văn Thức (2015). Lịch sử ngành tài chính tỉnh Nghệ An (1945–2015). Hà Nội: Chính trị quốc gia.
- Trần Văn Thức (2018). Lịch sử Mặt trận Tổ quốc Việt Nam tỉnh Thanh Hoá (1930–2018). Hà Nội: Chính trị quốc gia.
- Trần Văn Thức (2019). Lịch sử phong trào phụ nữ tỉnh Thanh Hoá (1930–2016). Hà Nội: Chính trị quốc gia.